# ایگور اوربانسکی
ایگور اوربانسکی (انگلیسی: Igor Urbanski؛ زادهٔ ۱۶ ژوئیهٔ ۱۹۷۰) ورزشکار Luge اهل اوکراین است.

## حرفه
وی همچنین از لژسواران در بازی‌های المپیک زمستانی ۱۹۹۴ و ۱۹۹۸ بوده‌است.